# Шинц, Генрих Рудольф
Генрих Рудольф Шинц (нем. Heinrich Rudolf Schinz; 30 марта 1777, Цюрих — 8 марта 1861, Цюрих) — швейцарский зоолог, автор многочисленных монографий по отдельным видам животных и фауне Швейцарии.

## Жизнь
После того, как Шинц окончил гимназию в Цюрихе, он отправился изучать медицину в Вюрцбург, а позже в Йену, откуда он в 1798 году вернулся уже врачом в Цюрих. Там он преподавал в 1804 году в медицинском институте, а в 1833 году стал экстраординарным профессором естествознания в  основанном университете Цюриха.
Шинц принадлежал Цюрихскому обществу естествоиспытателей (Zürcher Naturforschende Gesellschaft), для которого он работал секретарём, членом правления и хранителем зоологической коллекции. Когда коллекция перешла в 1837 году во владение кантона Цюрих, он остался её хранителем.
Как зоолог Шинц специализировался на позвоночных животных, отдельно млекопитающими и птицами, но он перевёл на немецкий язык также работу Жоржа Кювье «La règne animal». Широкой общественности он стал известен благодаря богато иллюстрированным научно-популярным книгам о позвоночных животных и людях, которые вышли в свет между 1824 и 1852 гг.

## Труды
- Naturgeschichte und Abbildungen der Säugethiere, Brodtmanns lithographische Kunstanstalt, 1. Aufl. Zürich 1824 und 2. verbesserte Aufl. 1927.
- Naturgeschichte und Abbildungen der Menschen und der Säugethiere, Lithographische Anstalt J. Honegger, 1. Aufl. Zürich ohne Jahresangabe (1835).
- Naturgeschichte und Abbildungen der Menschen und der Säugethiere, nach den neuesten Entdeckungen und vorzüglichsten Originalien bearbeitet von H. R. Schinz., Honeggersche Lithographische Anstalt, 2. verbesserte Aufl. Zürich 1840.
- Naturgeschichte und Abbildungen der Menschen und der verschiedenen Rassen  und Stämme nach den neuesten Entdeckungen und vorzüglichsten Originalien, bearbeitet von H. R. Schinz., Honeggersche Lithographische Anstalt, 3. erweiterte Aufl. Zürich 1845.